# 贵州省民族博物馆
贵州省民族博物馆（英語：Guizhou Nationalities Museum）是一座位于贵州贵阳市的博物馆。

## 历史

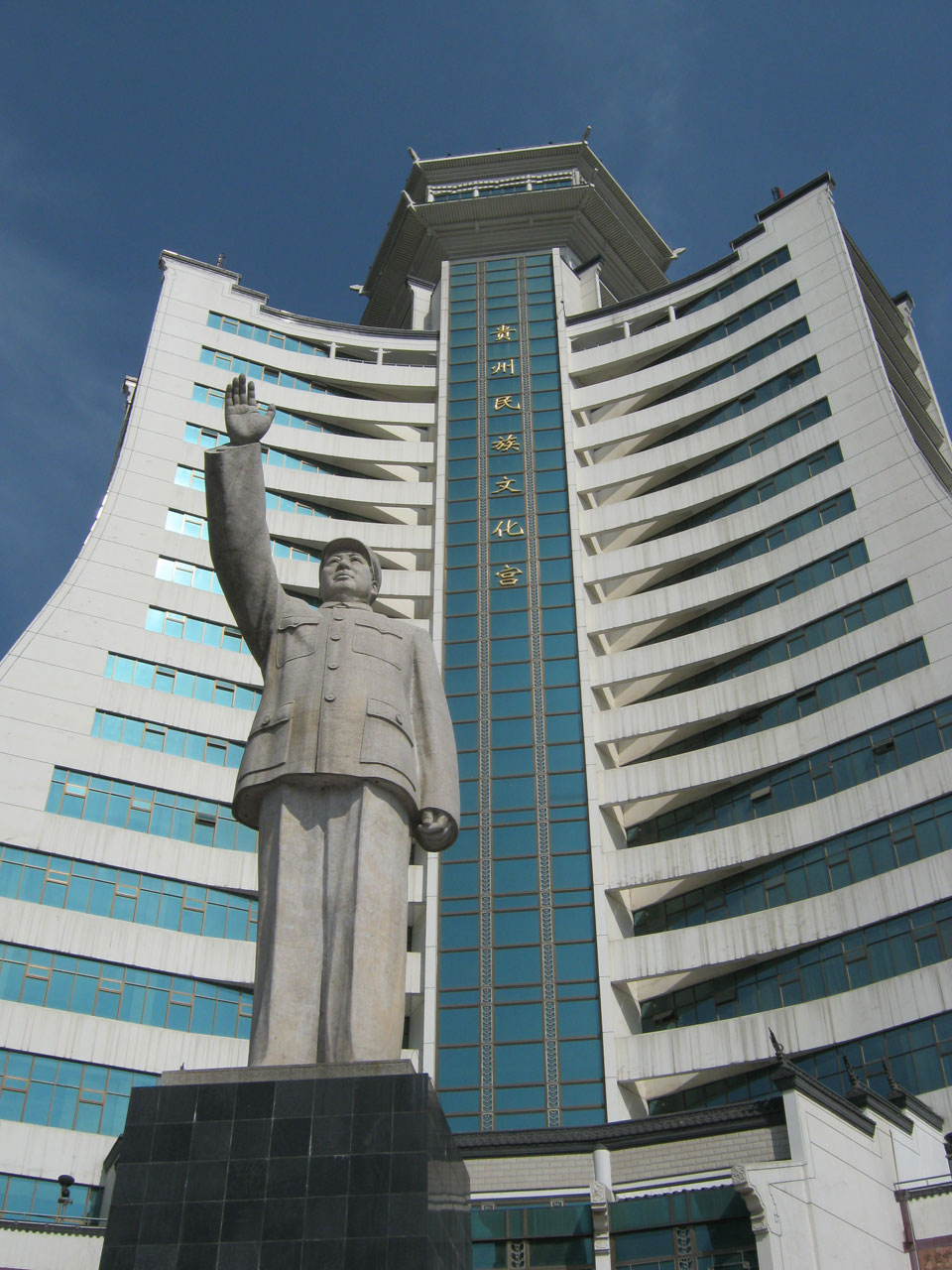
民族酒店与贵阳民族博物馆外景

2009年9月22日建成开放，位于贵州省贵阳市南明区箭道街23号贵州民族文化宫3-4层，占地面积13,175平方米，建筑面积5,900平方米，馆藏文物14,000余件。

## 营业时间
- 周二至周日：上午九点半至下午四点半
- 周一闭馆

## 交通
- 贵阳轨道交通1号线河滨公园站